# آداند
آداند (به مجاری: Ádánd) یک استان در مجارستان است که در ناحیه شیوفوک واقع شده‌است. آداند ۲۹٫۵۲ کیلومتر مربع مساحت و ۲٬۴۲۲ نفر جمعیت دارد.